# British and Irish Cup
La British and Irish Cup fue una competición anual semiprofesional de rugby que agrupó a los clubes de Gran Bretaña y de la Isla de Irlanda.

## Historia
El torneo fue fundado en 2009, agrupando los clubes ingleses del RFU Championship, clubes galeses de la Premiership, clubes escoceses de la Scottish Premiership y los equipos de desarrollo de las franquicias de Irlanda de la Liga Celta.
El último campeón de la competición fue el club inglés, Ealing Trailfinders, quienes derrotaron 22 a 7 a Leinster A.
En 2018, los clubes ingleses deciden abandonar a competencia para formar la RFU Championship Cup, mientras que los clubes de Gales e Irlanda forman la nueva Celtic Cup.

## Campeones y finalistas
| Año     | Campeón             | Resultado | Subcampeón         |
| ------- | ------------------- | --------- | ------------------ |
| 2009-10 | Cornish Pirates     | 23 – 14   | Munster A          |
| 2010-11 | Bristol Bears       | 17 – 14   | Bedford Blues      |
| 2011-12 | Munster A           | 31 – 12   | Cross Keys RFC     |
| 2012-13 | Leinster A          | 18 – 17   | Newcastle Falcons  |
| 2013-14 | Leinster A          | 44 – 17   | Leeds Carnegie     |
| 2014-15 | Worcester Warriors  | 35 – 5    | Doncaster Knights  |
| 2015-16 | London Welsh        | 33 – 10   | Yorkshire Carnegie |
| 2016-17 | Munster A           | 29 – 28   | Jersey Reds        |
| 2017-18 | Ealing Trailfinders | 22 – 7    | Leinster A         |